# 유현주 (방송인)
유현주(1979년 1월 9일~)은 방송인 및 음악가이자 함경북도 회령시에서 태어났고, 북한이탈주민 출신이자 북한이탈주민 출신 방송인 겸 음악인. 1979년 함경북도 청진 출신으로, 북한에서 선전대원으로 활동한 바 있으며 이 때 배운 악기 덕분에 통일메아리악단의 실질적 리더 역할을 하고 있다.

## 생애
25세였던 2004년 탈북민 단체 입국 시 합류하여 신은하  최송죽 박현숙 김아라 정유나 등과 함께 채널A 이제 만나러 갑니다의 고정 출연진으로 활약하고 있다. 특히 유현주의 경우 창립 멤버에 가깝기에 사실상 가장 오래 출연하고 있는 인물.
이후 2009년 무렵에 어머니도 탈북시키는 데에 성공했다.
2019년부터 유튜브 채널 유현주*고운여성* 을 개설했다. 주로 어머니와 같이 활동하고 있다. 편집자는 남편으로 알려져 있다.

## 방송
- 2011년 채널 A 《이제 만나러 갑니다》

## 경력
- 함경북도 예술 선전대/선전부 방송원
- 경희대학교 사회학과
- 청소년생활지도사 2급
- 법무부 법사랑위원 기흥지구협의회
- 국방부 우수강사